# Мишо Крстичевић
Мишо Крстичевић (Метковић, 19. фебруар 1958) бивши је југословенски и хрватски фудбалер, након завршетка играчке каријере ради као фудбалски тренер.

## Каријера
Фудбалску каријеру је започео у Плочама, на Јадрану. Године 1978. започиње сениорску каријеру у сплитском Хајдуку. За Хајдук је одиграо укупно 206 утакмица и постигао 34 гола. Од 1983. до 1985. играо је за мостарски Вележ. После Вележа игра за немачки Рот-Вајс Оберхаузен, где после 38 одиграних утакмица завршава каријеру.
Одиграо је 7 утакмица за југословенску репрезентацију и постигао један гол против Румуније. Био је у саставу Југославије на Олимпијским играма у Москви 1980. године.
Након играчке каријере, наставља да ради као фудбалски тренер. Тренирао је НК Јадран Плоче, ХНК Трогир и био је помоћни тренер Хајдука.

## Голови за репрезентацију
Голови Крстичевића у дресу са државним грбом.
| #  | Датум          | Место   | Противник | Гол | Резултат | Такмичење     |
| -- | -------------- | ------- | --------- | --- | -------- | ------------- |
| 1. | 30. март 1980. | Београд | Румунија  | 1:0 | 2:0      | Балкански куп |

## Успеси
- Првенство Југославије

Хајдук Сплит: 1979.
- Куп Југославије

Вележ Мостар: 1986.